# Kuća Maričić u Hvaru
Kuća Maričić nalazi se u gradu Hvaru, na adresi Frane Primija 4.

## Opis
Samostalno stojeća srednjovjekovna kuća sagrađena u 14-15. stoljeću. Kvadratičnog je tlocrta, zaključena dvovodnim krovom. Dvokatnica s visokim potkrovljem u kojem je organizirana kuhinja. U renesansi je dobila nove ukrašene otvore te kameni umivaonik u unutrašnjosti. Uz zapadno pročelje je prigrađen luminar. Jedna je od najboljih primjera srednjovjekovne, jednostanične kuće.

## Zaštita
Pod oznakom Z-6704 zavedena je kao nepokretno kulturno dobro - pojedinačno, pravna statusa zaštićena kulturnog dobra, klasificirano kao "stambene građevine".